# Barend Joseph Salomonson
Barend Joseph Salomonson (Amsterdam, 12 april 1894- Scheveningen, 23 oktober 1965 was een Nederlands medicus.
Barend Joseph Salomonson werd geboren binnen het gezin van koopman Joseph Lion Salomonson en Rachel Stokvis.  De familie kende al een traditie binnen de medische wetenschap. De vader van Rachel Stokvis is de medicus Barend Joseph Stokvis, wiens vader Joseph Barend Stokvis ook al arts was. Barend Joseph Salomonson huwde met Anna Elisabeth Jacoba Reddingius. Uit dat huwelijk kwam onder andere voort de advocaat Edgar Floris Salomonson (1930-1995).
Joseph Barend Salomonson was internist in Den Haag alwaar hij gespecialiseerd was maag- en darmklachten. De appel viel hier niet ver van de boom. Zijn moeder spande zich rond 1890 in voor voldoende kindervoeding, zwager Carel Samuel Stokvis onderzocht besmettelijke ziekten.   